# Angkor EV 2013
El Angkor EV 2013, (desde 2014 también EV 2014) es un proyecto camboyano de un microcoche de la empresa Heng Development.

## Historia
El coche se basa en una construcción llamada Angkor o bien Angkor 333-1000 de Nhean Phaloek. Se trata de un descapotable. No hay datos técnicos fiables acerca de este vehículo.
En 2011 se anunció una producción de serie, que hasta ahora no se ha realizado. A principios de 2013 Heng Development presentó una nueva versión. 
Estaba provisto una inversión de 100 millones USD para construir una fábrica con unos 300 colaboradores. En 2014 se estaban buscando inversores para este proyecto.
Hasta ahora el coche sigue expuesto en la página web de Heng Development.

## Características
Se trata de un coche eléctrico. Mientras la primera versión era un descapotable, la segunda versión desde 2013 tenía un techo y puertas de tijera, además con ciertos cambios técnicos.